# Memorial Cup 2004
Der Memorial Cup 2004 war die 86. Ausgabe des gleichnamigen Turniers. Teilnehmende Mannschaften waren als Meister ihrer jeweiligen Ligen die Guelph Storm (Ontario Hockey League), die Gatineau Olympiques (Québec Major Junior Hockey League), die Medicine Hat Tigers (Western Hockey League) sowie die als Gastgeber automatisch qualifizierten Kelowna Rockets aus der Western Hockey League. Das Turnier fand vom 15. bis 23. Mai im Prospera Place in Kelowna, British Columbia statt. Das Turnier wurde in Kanada landesweit auf Rogers Sportsnet im Fernsehen übertragen.
Die Kelowna Rockets gewannen durch einen Finalsieg gegen die Gatineau Olympiques ihren ersten Memorial Cup.

## Ergebnisse

### Gruppenphase
| 15. Mai 2004 16:15 Uhr (Ortszeit) | Guelph Storm | 0:1 (0:0, 0:1, 0:0) Spielbericht | Kelowna Rockets Simon Ferguson | Prospera Place, Kelowna Zuschauer: 6.350 |

| 16. Mai 004 13:15 Uhr | Medicine Hat Tigers Stefan Meyer (56:36) | 1:3 (0:1, 0:0, 1:2) Spielbericht | Gatineau Olympiques Dominic D’Amour (2:42) Francis Wathier (55:28) Jonathan Bellemare (59:43) | Prospera Place, Kelowna Zuschauer: 6.153 |

| 17. Mai 2004 17:15 Uhr | Gatineau Olympiques Doug O’Brien (34:13) | 1:4 (0:2, 1:2, 0:0) Spielbericht | Kelowna Rockets Cam Paddock (4:41) Shea Weber (5:35) Randall Gelech (24:07) Mike Card (33:20) | Prospera Place, Kelowna Zuschauer: 6.250 |

| 18. Mai 2004 17:15 Uhr | Guelph Storm Matt Ryan (58:56) | 1:2 (0:0, 0:1, 1:1) Spielbericht | Medicine Hat Tigers Clarke MacArthur (20:26) Chris St. Jacques (46:13) | Prospera Place, Kelowna Zuschauer: 6.127 |

| 19. Mai 2004 17:15 Uhr | Guelph Storm Ryan Callahan (38:52) Brett Trudell (55:08) | 2:7 (0:4, 1:2, 1:1) Spielbericht | Gatineau Olympiques Guillaume Labrecque (1:21) Christiane Laroche (7:51) Nick Fugere (10:11) Guillaume Labrecque (11:02) Dominic D’Amour (22:05) Nick Fugere (32:42) Doug O’Brien (41:26) | Prospera Place, Kelowna Zuschauer: 6.150 |

| 20. Mai 2004 17:15 Uhr | Medicine Hat Tigers Chris St. Jacques (34:13) | 1:2 (0:1, 1:0, 0:1) Spielbericht | Kelowna Rockets Randall Gelech (12:18) Brett Palin (42:44) | Prospera Place, Kelowna Zuschauer: 6.350 |

#### Abschlusstabelle
| Pl. |                                                         | Sp. | S | N | Pkt. | Tore  | Diff. |
| --- | ------------------------------------------------------- | --- | - | - | ---- | ----- | ----- |
| 1.  | Kelowna Rockets (Gastgeber, Western Hockey League)      | 3   | 3 | 0 | 6    | 07:02 | +5    |
| 2.  | Gatineau Olympiques (Québec Major Junior Hockey League) | 3   | 2 | 1 | 4    | 11:07 | +4    |
| 3.  | Medicine Hat Tigers (Western Hockey League)             | 3   | 1 | 2 | 2    | 04:06 | −2    |
| 4.  | Guelph Storm (Ontario Hockey League)                    | 3   | 0 | 3 | 0    | 03:10 | −7    |

Abkürzungen: Pl. = Platz, Sp. = Spiele, S = Siege, N = Niederlagen, Pkt. = Punkte, Diff. = Tordifferenz

Erläuterungen: Qualifiziert für das Finale, Qualifiziert für das Halbfinale

### Halbfinale
| 22. Mai 2004 13:15 Uhr | Medicine Hat Tigers Darren Reid (5:56) Yannic Seidenberg (40:57) Cody Blanshan (41:38) Chris St. Jacques (52:32) Stefan Meyer (59:49) | 5:6 (1:1, 0:4, 4:1) Spielbericht | Gatineau Olympiques Jonathan Bellemare (9:57) Doug O’Brien (20:37) Nick Fugere (30:54) Jean-Michel Daoust (33:45) Nick Fugere (37:39) Philippe Dupuis (56:03) | Prospera Place, Kelowna Zuschauer: 6.151 |

### Finale
| 23. Mai 2004 13:15 Uhr | Gatineau Olympiques Guillaume Fournier (46:32) | 1:2 (0:0, 0:0, 1:2) Spielbericht | Kelowna Rockets Randall Gelech (50:13) Justin Keller (53:38) | Prospera Place, Kelowna Zuschauer: 6.547 |

## Spieler

### Memorial-Cup-Sieger
| Memorial-Cup-Sieger Kelowna Rockets | Torhüter: Kelly Guard, Derek Yeomans Verteidiger: Mike Card, Kyle Cumiskey, Darren Deschamps, Brett Palin, Kevin Reinholt, Stewart Thiessen, Shea Weber Angreifer: Michal Blanár, Troy Bodie, Blake Comeau, Simon Ferguson, Randall Gelech, Brent Howarth, Justin Keller, D. J. King, Tyler Mosienko, Cam Paddock, Chris Ray, Tyler Spurgeon, Patrik Valčák, Nolan Waker Cheftrainer: Marc Habscheid General Manager: Bruce Hamilton |

### Beste Scorer
Abkürzungen: GP = Spiele, G = Tore, A = Assists, Pts = Punkte, PIM = Strafminuten
| Spieler            | Team                | GP | G | A | Pts | PIM |
| ------------------ | ------------------- | -- | - | - | --- | --- |
| Doug O’Brien       | Gatineau Olympiques | 5  | 3 | 5 | 8   | 8   |
| Jean-Michel Daoust | Gatineau Olympiques | 5  | 1 | 6 | 7   | 2   |
| Nick Fugere        | Gatineau Olympiques | 5  | 4 | 1 | 5   | 0   |
| Clarke MacArthur   | Medicine Hat Tigers | 4  | 1 | 4 | 5   | 2   |
| Yannic Seidenberg  | Medicine Hat Tigers | 4  | 1 | 4 | 5   | 4   |

### Beste Torhüter
Abkürzungen: GP = Spiele, W = Siege, L = Niederlagen, GA = Gegentore, SO = Shutouts, GAA = Gegentorschnitt, Sv% = gehaltene Schüsse (in %), SO = Shutouts, TOI = Eiszeit (in Minuten)
| Spieler        | Team                | GP | W | L | GA | GAA  | Sv%  | SO | TOI    |
| -------------- | ------------------- | -- | - | - | -- | ---- | ---- | -- | ------ |
| Kelly Guard    | Kelowna Rockets     | 4  | 3 | 0 | 3  | 0,75 | 97,1 | 1  | 240:00 |
| David Tremblay | Gatineau Olympiques | 5  | 3 | 2 | 12 | 2,95 | 89,7 | 0  | 244:00 |
| Kevin Nastiuk  | Medicine Hat Tigers | 4  | 1 | 3 | 11 | 2,78 | 88,8 | 0  | 237:00 |
| Adam Dennis    | Guelph Storm        | 3  | 0 | 2 | 6  | 2,58 | 86,7 | 1  | 139:00 |

### Auszeichnungen

#### Spielertrophäen
| Auszeichnung                                           | Spieler      | Team                |
| ------------------------------------------------------ | ------------ | ------------------- |
| Stafford Smythe Memorial Trophy (Wertvollster Spieler) | Kelly Guard  | Kelowna Rockets     |
| Ed Chynoweth Trophy (Bester Scorer)                    | Doug O’Brien | Gatineau Olympiques |
| George Parsons Trophy (Fairster Spieler)               | Josh Gorges  | Kelowna Rockets     |
| Hap Emms Memorial Trophy (Bester Torhüter)             | Kelly Guard  | Kelowna Rockets     |

#### All-Star-Team
| Angriff:      | Jean-Michel Daoust – Clarke MacArthur – Randall Gelech |
| Verteidigung: | Doug O’Brien – Shea Weber                              |
| Tor:          | Kelly Guard                                            |